# 小川賢太郎
小川 賢太郎（おがわ けんたろう、1948年7月29日 - ）は、日本の経営者。すき家などを展開するゼンショーの創業者で、代表取締役会長兼社長兼CEO。
2017年より、国民生活産業・消費者団体連合会（生団連）第2代会長。

## 来歴
石川県出身。東京都立新宿高等学校を経て、東京大学に進学するも、全共闘運動に関わり中退。
港湾労働を経て、ベトナム戦争で「資本主義のもとで貧困をなくす」ことに目覚め、通信教育で中小企業診断士の資格を取得する。
1978年、吉野家に入社。同社の倒産などをきっかけに独立し、1982年にゼンショーを創業。創業時に「全勝」「善意の商売」「禅の心で商売を行う」の3つの意味を込めて社名を命名した。横浜市鶴見区の京急本線生麦駅前で、持ち帰り弁当店「ランチボックス」、すき家1号店を開店した。
その後、M&Aで外食チェーンを次々と傘下に収め、強力なリーダーシップを発揮。2011年3月期連結決算では、連結売上高が日本マクドナルドホールディングスを上回り、外食最大手にまで成長させた。
しかし2014年春には、インターネットなどで『すき家』の過酷な労働実態が話題となり、社内に労働環境改善策を提言する第三者委員会が設置され、トップとして意識改革を求められることとなった。
2017年1月、ライフコーポレーション創業者の清水信次の後任として、国民生活産業・消費者団体連合会（生団連）第2代会長に就任した。

## 人物
趣味は筋トレ（特にベンチプレス）。「（日本人は）ベンチプレスやって体鍛えて牛丼食ってれば戦争に負けなかった」が持論。